# Cantonul Saint-Laurent-du-Pont
Cantonul Saint-Laurent-du-Pont este un canton din arondismentul Grenoble, departamentul Isère, regiunea Rhône-Alpes, Franța.

## Comune
- Entre-deux-Guiers
- Miribel-les-Échelles
- Saint-Christophe-sur-Guiers
- Saint-Joseph-de-Rivière
- Saint-Laurent-du-Pont (reședință)
- Saint-Pierre-de-Chartreuse
- Saint-Pierre-d'Entremont